# Cyatholaimus quarnerensis
Cyatholaimus quarnerensis is een rondwormensoort uit de familie van de Cyatholaimidae.